# Tresor d'Aliseda
El Tresor d'Aliseda és un antic aixovar funerari tartessi trobat en Aliseda (província de Càceres) i és possible que estigués fabricat en orient, s'ha datat del segle vi aC. Les peces es van intentar vendre de forma clandestina, però finalment van ser interceptades i portades al Museu Arqueològic Nacional d'Espanya, a Madrid amb el número d'inventari 586 pel conjunt de les peces.

## Troballa
El Tresor d'Aliseda es va trobar al mes de febrer de 1920 a la localitat de Càceres del mateix nom. Constitueix una troballa casual i des del Ministeri d'Instrucció Pública i Belles Arts es va dictar una Reial Ordre declarant-ho propietat de l'Estat Espanyol en aplicació de la Llei d'Excavacions i Antiguitats de 1911, ingressant al setembre de 1920 al Museu Arqueològic Nacional d'Espanya. Posteriorment es va pagar la corresponent indemnització.

## Context històric
Pertany a l'edat del ferro (750-218 aC.). Els fenicis van ser un poble important de la mar Mediterrània, el primer poble colonitzador que va arribar procedent de les costes de l'actual Líban a la península Ibèrica, sobre el segle ix aC., s'estableix de forma definitiva. Van ser un poble fundador d'un gran nombre de colònies, com Cartago, al Nord de l'Àfrica cap al segle ix aC. -actual Tunísia-, Gades o Gadir al segle viii aC. -actual Cadis-, Malaka -actual Màlaga- i Sexi (Almuñécar). Els fenicis van arribar a la Península atrets per l'abundància de metalls, introduint, a canvi, un gran nombre de manufactures de luxe, productes exòtics i tecnologies desconegudes per als nadius. La seva presència, la seva necessitat de productes, i la demanda generada per aquest poble es va traduir en un desenvolupament de les comunitats natives més pròximes.
El poble indígena més poderós en aquest moment era el regne dels Tartessos, cèlebre per les seves riqueses i la longevitat dels seus monarques, situat al sud de la Península. La monarquia tartèssia, de caràcter hereditari, existia ja des de principis de l'edat de bronze (1800-750 aC.). Van treballar l'orfebreria, joieria i el bronze, imitant els altres pobles de l'Orient amb el qual es relacionaven.
Els aixovars funeraris del poble fenici eren rics i abundants, amb moltes peces d'orfebreria i terrisseria -ja que van introduir noves tecnologies com el torn de terrissaire-. Els fenicis van introduir també un gran nombre d'objectes d'origen grec, van ser grans comerciants, comerciaven amb els pobles de l'interior i van començar una cultura orientalitzant entre el Tajo i el Mediterrani i la costa ibèrica fins Emporion -colònia fundada pels grecs al voltant del 600 aC.-. No van adoptar la moneda dels tartessos en aquestes transaccions comercials, ja que aquests no tenien una economia de mercat.

## Descripció
Es tracta d'un tresor tartessi i data del segle VII aC. A causa de la ruda manera en la qual va ser trobat i la falta de mitjans per a l'excavació, no es pot precisar si es tractava d'un tresor o de les joies i aixovar mortuori en un enterrament. El tresor va formar, probablement, part d'un aixovar funerari d'un lloc on pel cap baix es va haver d'enterrar un home i una dona aristocràtics amb les seves respectives joies: el cinturó és masculí i la diadema femenina. El tresor consta d'un conjunt de peces com un braser i un got de plata, un mirall de bronze, una gerra de vidre amb jeroglífics, així com 285 objectes o fragments d'or, molts d'ells amb pedres semiprecioses encastades. Aquest conjunt està treballat amb granulat, filigrana i soldadura, tècnica emprada pels fenicis. Recents recerques fan creure que aquestes peces podrien haver estat fabricades en un taller peninsular, en aquest taller es va fabricar un nou tipus de diadema amb els extrems triangulars, símbol tartessi i antecedent de les diademes ibèriques posteriors també realitzades amb els extrems triangulars.

### Collaret

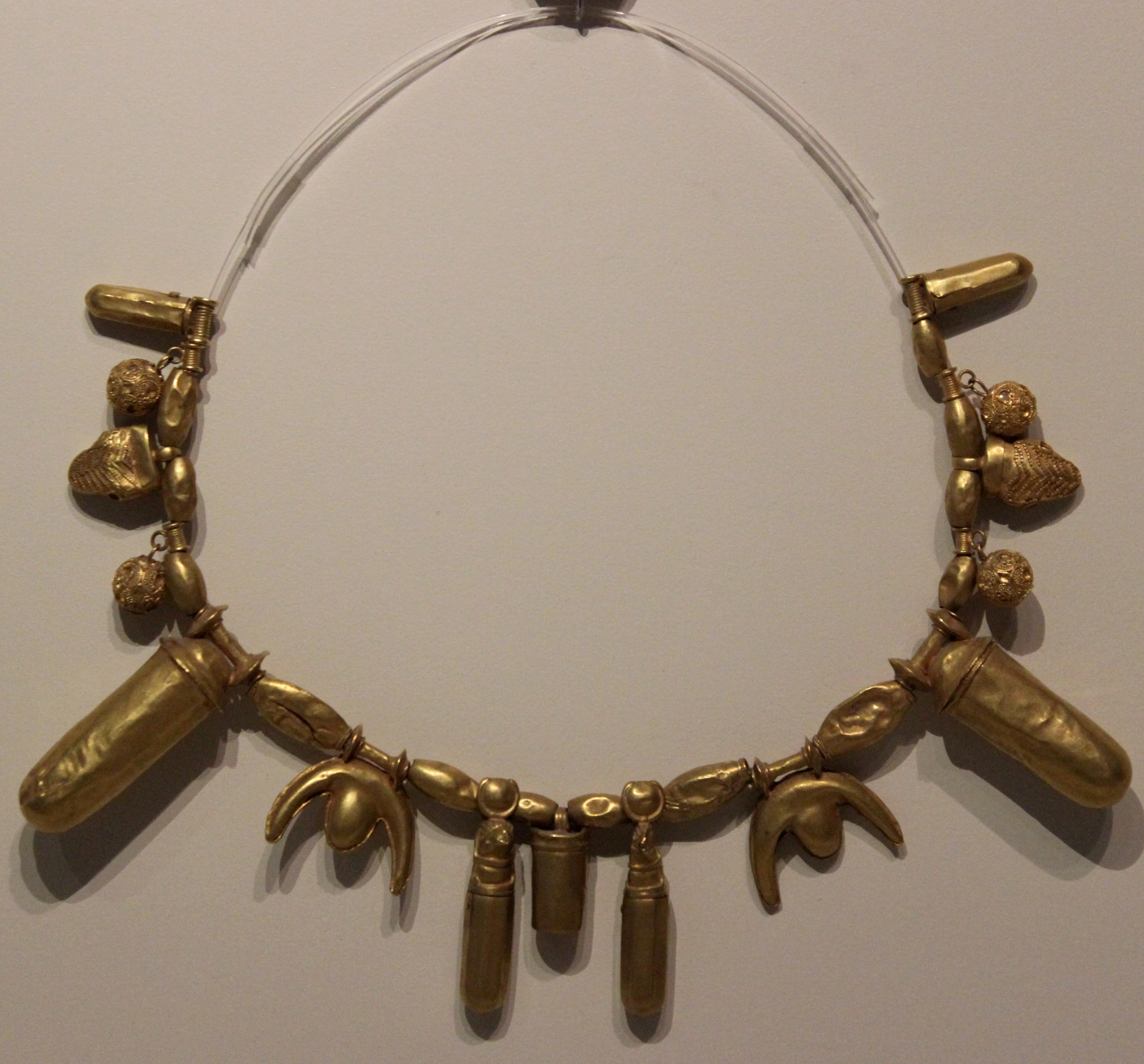
Collaret

La peça està inventariada amb el número 28561.
És un collaret d'or que està compost per 11 penjolls, quatre boles i tretze penjolls fusiformes de diferent mida. Destaquen els penjolls o estoigs porta-amulets rematats en un cap de falcó; amb forma de cap de serp, amb escates representades per grànuls; o amb forma de creixent lunar. Els penjolls tenen a la part superior un rodet per on passaria el fil.

### Diadema

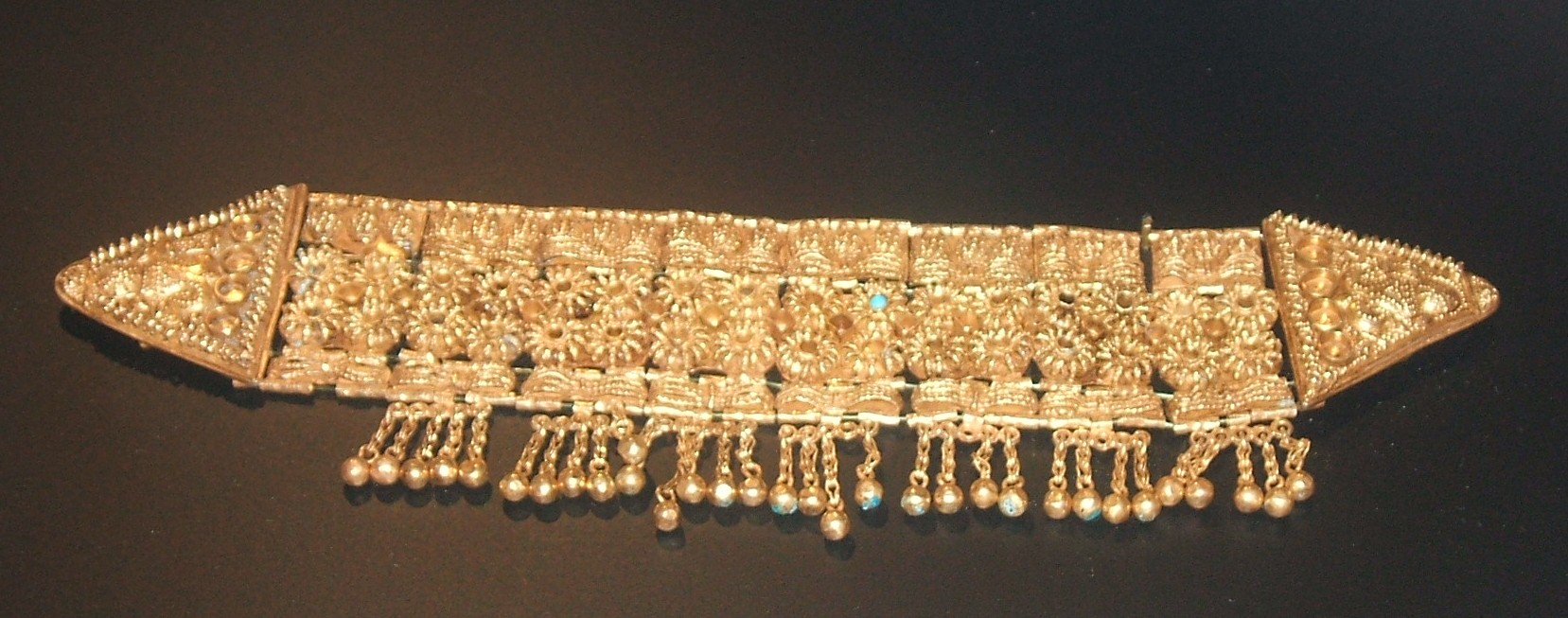
Diadema

La peça està inventariada amb el número 28554.
Està formada per una làmina composta per plaquetes quadrades formant una faixa de doble filera de rosetes i fistons amb esferes pendents de petites cadenes. Totes les rosetes contindrien pedres decoratives, però solament es conserva una turquesa. Cadascun dels extrems triangulars es decoren amb temes vegetals mitjançant granulat, presenta quatre caboixons que contindrien possiblement pedres i vora compartimentat.

### Braçalet

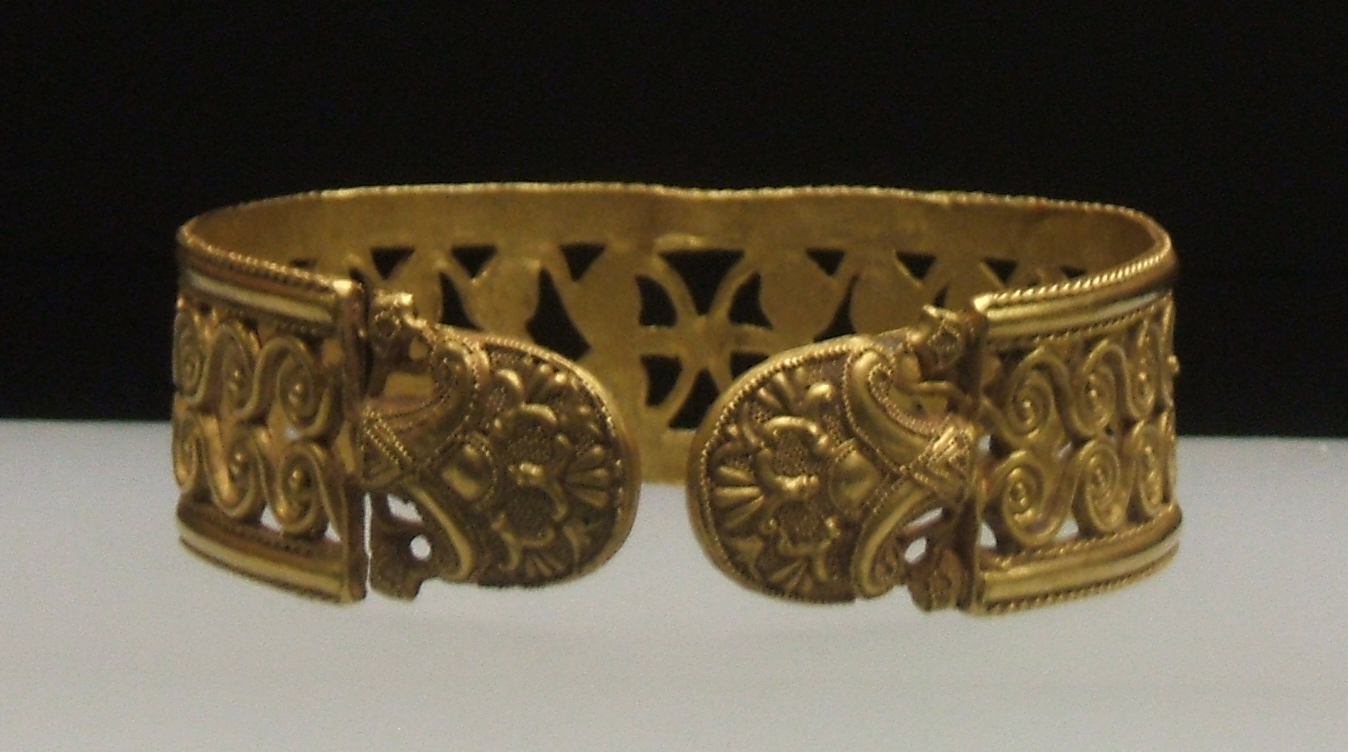
Braçalet.

La peça està inventariada amb el número 28558.
El braçalet està format per una gruixuda làmina d'or amb treball calat de dues sèries d'espirals entrellaçades que parteixen del centre cap a direccions oposades fins als extrems. Les vores del braçalet es troben decorats amb un cordó llis. Els acabaments finals dels extrems tenen forma de palmetes decorades en el seu interior amb flors de lotus.

### Cinturó

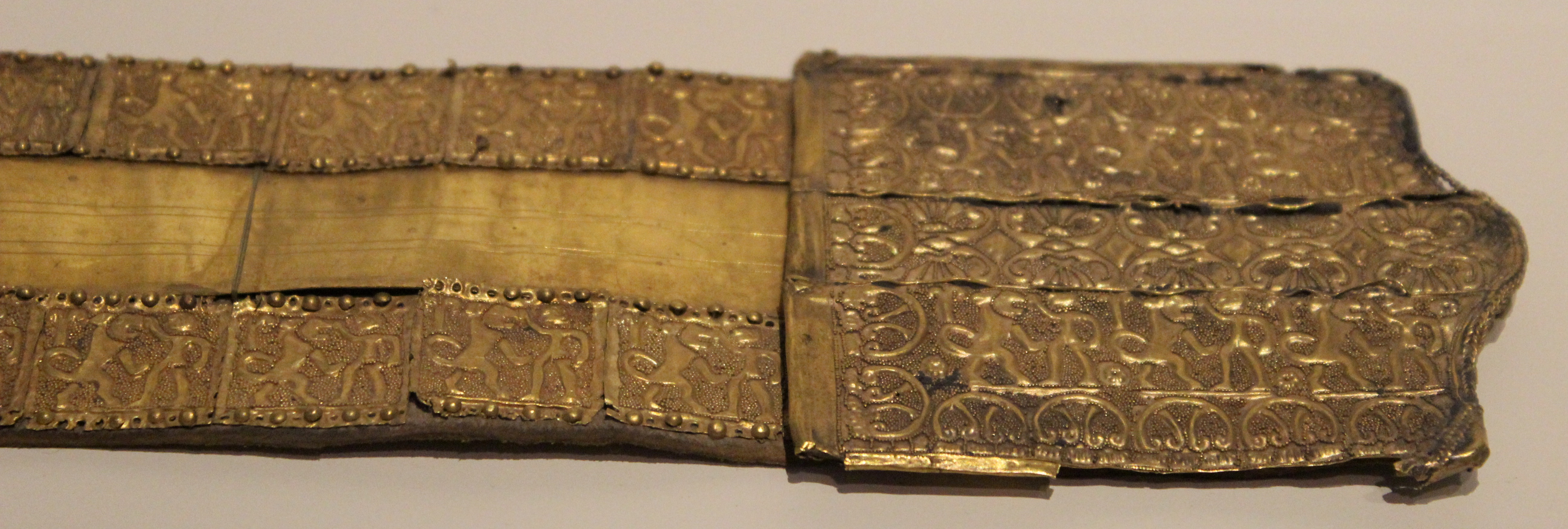
Detall del cinturó.

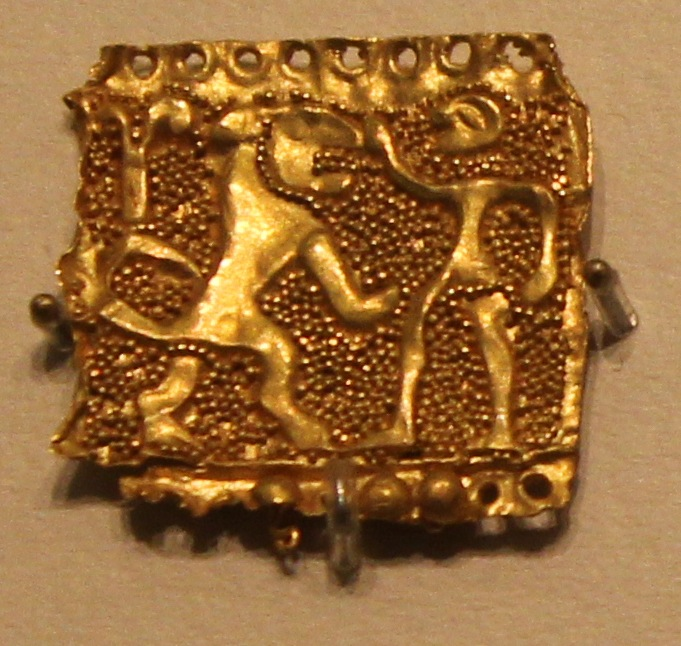
Placa del cinturó.

La peça està inventariada amb el número 28562.
És un cinturó de 68,30 de llargada. Està format per petites plaques d'or que representen un déu-heroi lluitant amb el lleó, grius alats recorrent cap a la dreta i palmetes. Les figures impreses ressalten sobre un fons granulat. Potser va ser l'encàrrec d'un aristòcrata que va utilitzar la iconografia oriental com a símbol de poder i prestigi.
Inventariada amb el número 28562/1 es troba una peça del mencionat cinturó, consistent en una placa rectangular d'or repussat amb granulat que representa una escena d'una lluita entre un home i un lleó rampant, el treball està elaborat amb influències fenícies al tecnicisme dels adorns de petita mida i a la iconografia emprada.

### Gerra

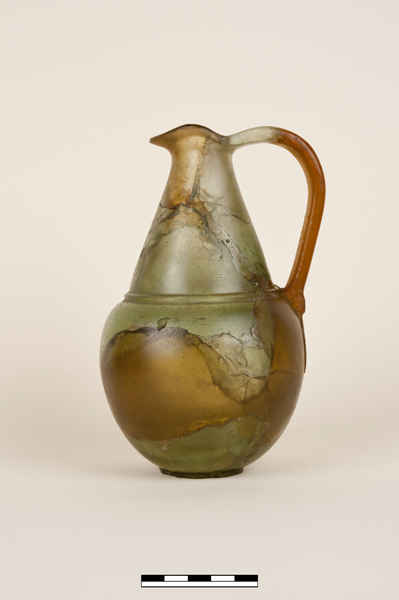
Gerra

La peça està inventariada amb el número 28583 i té unes mides de 15 cm d'alçada per 9 cm de diàmetre.

La gerra està gravada en vidre de color verd, opac i amb les parets molt gruixudes. És de cos piriforme amb una nansa i la boca trilobada, té escriptura en jeroglífic, la seva procedència és d'Egipte i segurament va arribar a la península Ibèrica com a objecte de luxe per comerciar amb ell.
| « | dd m 'h.t dd: mdw in' Is.t (Sentencia d'Isis) n-sw bit nb(?) iry (Rei de l'Alt i Baix Egipte) | » |